# Rosario de la Frontera (departement)
Rosario de la Frontera is een departement in de Argentijnse provincie Salta. Het departement (Spaans:  departamento) heeft een oppervlakte van 5.402 km² en telt 28.013 inwoners.

## Plaatsen in departement Rosario de la Frontera
- Almirante Brown
- Antilla
- Apeadero Cochabamba
- Arenal
- Balboa
- Copo Quile
- El Bordo
- El Morenillo
- El Naranjo
- El Potrero
- Horcones
- La Merced
- Los Baños
- Los Mogotes
- Puente de Plata
- Río Urueña
- Rosario de la Frontera
- San Felipe
- Santa María